# Øymarksjøen
Øymarksjøen er en sø som ligger i kommunerne Aremark og Marker i Viken fylke i Norge. Den har et areal på  14,33 km2 og en omkreds på omkring 166 km. den ligger 107 moh.
Den er en del af Haldenvassdraget, og den sydlige del af Øymarksjøen kaldes Bøensfjorden.
Ved Skinnarbutjern der ligger ved den sydøstlige gren af søen har der tidligere været en kanal beregnet til tømmerflådning fra søen Store Le  på den svenske side af grænsen, til Øymarksjøen 
59°22′20.9″N 11°39′35″Ø / 59.372472°N 11.65972°Ø